# Glubokij Poluj
Il Glubokij Poluj (in russo Глубокий Полуй?) è un fiume della Russia siberiana occidentale, ramo sorgentizio di sinistra del Poluj (bacino idrografico dell'Ob'). Scorre nel Priural'skij rajon del Circondario autonomo Jamalo-Nenec.
Il fiume ha origine dalle Alture del Poluj, catena collinare nel nord del grande bassopiano siberiano occidentale. Scorre prevalentemente in direzione nord-orientale, si unisce con il fiume Suchoj Poluj originando il Poluj. La lunghezza del fiume è di 266 km, il bacino è di 4 440 km².